# Johanngeorgenstadtita
La johanngeorgenstadtita és un mineral de la classe dels fosfats que pertany al supergrup de l'al·luaudita. Rep el nom de Johanngeorgenstadt, a Alemanya, la seva localitat tipus.

## Característiques
La johanngeorgenstadtita és un arsenat de fórmula química Ni2+4.5(AsO₄)₃. Cristal·litza en el sistema monoclínic. La seva duresa a l'escala de Mohs és 5.
L'exemplar que va servir per a determinar l'espècie, el que es coneix com a material tipus, es troba conservat a les col·Leccions mineralògiques del Museu Americà d'Història Natural de la ciutat de Nova York, amb el número de catàleg: 17956.

## Formació i jaciments
Va ser descoberta a Alemanya, concretament a la localitat de Johanngeorgenstadt, al Districte d'Erzgebirge (Saxònia), on es troba en forma d'agregats ensucrats de grans arrodonits irregulars de color rosa-taronja, o com a prismes curts amb un diàmetre d’unes 70 µm. Normalment es troba associada a altres minerals com: aerugita, bunsenita, quars, rooseveltita i xanthiosita. Es tracta de l'únic indret de tot el planeta on ha estat descrita aquesta espècie mineral.